# João Magueijo
João Magueijo (Évora, 18 settembre 1967) è un cosmologo portoghese.
È considerato uno dei pionieri della teoria della velocità della luce variabile (VSL).

## Carriera
João Magueijo, dopo essersi laureato in fisica all'università di Lisbona, consegue un PhD all'università di Cambridge. Riceve una borsa di studio di ricerca presso il St John's College di Cambridge, la stessa ricevuta da scienziati come Paul Dirac e Abdus Salam. È stato un membro di facoltà all'università di Princeton e di Cambridge ed è attualmente professore di fisica teorica all'Imperial College London di Londra, dove insegna relatività generale e relatività generale avanzata.
Nel 1998, Magueijo lavora in coppia con Andreas Albrecht, sviluppando la teoria della velocità variabile della luce (VSL), teoria della cosmologia che propone che la velocità della luce fosse molto più alta nell'universo primordiale, di 60 ordini di grandezza più veloce rispetto al suo valore attuale. Questo spiegherebbe il problema dell'orizzonte (dal momento che le regioni distanti dell'universo in espansione avrebbe avuto il tempo di interagire e di omogeneizzare le loro proprietà) ed è stato presentato come alternativa alla più tradizionale teoria di inflazione cosmica.
Magueijo parla della sua lotta personale nell'affermazione della VSL nel suo libro del 2003, Più veloce della luce. È anche l'ospite della serie di Canale Scienza, João Magueijo's Big Bang, che ha debuttato il 13 maggio 2008.
Nel 2009 pubblica il libro A Brilliant Darkness, un racconto sulla vita e la scienza del fisico italiano Ettore Majorana.

## Opere
- Più veloce della luce, 2003;
- A Brilliant Darkness: The Extraordinary Life and Disappearance of Ettore Majorana, the Troubled Genius of the Nuclear Age, 2009; ed. italiana: La particella mancante. Vita e mistero di Ettore Majorana, genio della Fisica, 2010, Rizzoli editore